# Shane Archbold
Shane William Archbold (født 2. februar 1989 i Timaru) er en forhenværende professionel cykelrytter fra New Zealand og nu sportsdirektør på Red Bull-Bora-Hansgrohe.
I februar 2020 fik han sin til dato største sejr i landevejscykling, da han blev newzealandsk mester i linjeløb.
Efter at han havde kørt Tour of Guangxi 2023, som var det sidste løb som aktiv cykelrytter for Bora-Hansgrohe, blev han efterfølgende ansat på holdet som sportsdirektør.